# Pulchroppia pendula
Pulchroppia pendula är en kvalsterart som först beskrevs av Balogh 1970.  Pulchroppia pendula ingår i släktet Pulchroppia och familjen Oppiidae. Inga underarter finns listade i Catalogue of Life.